# لانريوتيد
لانريوتيد (بالإنجليزية: Lanreotide)‏ هو دواء يُستخدم في علاج ضخامة الأطراف والأعراض التي تسببها أورام الغدد العصبية الصماء وأبرزها المتلازمة السرطاوية.